# Portrait de Manuel García de la Prada
Le Portrait de Manuel García de la Prada est un tableau réalisé par l'artiste espagnol Francisco de Goya vers 1805-1808. Cette huile sur toile est le portrait en pied sur fond sombre du banquier Manuel García de la Prada. Ami de l'artiste, l'homme y figure entre un meuble où se tient un chien qu'il caresse et une chaise sur laquelle il s'appuie, où est posé son haut-de-forme. L'œuvre est conservée depuis 1953 au Des Moines Art Center, à Des Moines, dans l'Iowa, aux États-Unis.